# ثقب النثرة
ثقب النثرة ويعرف باسم ثقب ميدوسا هو ثقب في الشفة العلوية في منطقة النثرة مباشرة تحت حاجز الأنف.